# Дика орхідея
«Дика орхідея» (англ. Wild Orchid) — американський еротичний фільм 1989 року режисера Залмана Кінга. Головні ролі зіграли Міккі Рурк, Керрі Отіс, Жаклін Біссет, Брюс Грінвуд та Ассумпта Серна.
Продовження Дика орхідея 2: Два відтінки смутку було випущено в 1991 році.

## Сюжет
Поступивши на роботу в юридичну фірму, Емілі (Керрі Отіс) — молода гарна дівчина вирушає до Бразилії допомогти завершити велику операцію з нерухомістю.
У Ріо-де-Жанейро вона зустрічається з Джеймсом Віллером (Міккі Рурк) — загадковим і дуже сексуальним мільйонером, який, використовуючи свою чаклунську чарівність, намагається її спокусити. Під ритми і фарби карнавалу, він розпалює в дівчині вулкан невідомих їй раніше почуттів і еротичних фантазій, так і не наважуючись на активні дії. Емілі приголомшена і заінтригована сексуальними витівками, в яких вона мимоволі залучена. Але, спровокувавши дівчину на зв'язок з іншими чоловіками, а сам виступаючи спостерігачем за чужими еротичними сценами, Джеймс з подивом виявляє, що все-таки по-справжньому закохався в Емілі. Для нього це звична гра в любов, але Емілі не хоче і не може грати, вона щира, і це змушує Віллера відкрити їй своє серце.

## У ролях
| Актор             | Роль           |
| ----------------- | -------------- |
| Міккі Рурк        | Джеймс Віллер  |
| Керрі Отіс        | Емілі Рід      |
| Жаклін Біссет     | Клаудія Денніс |
| Брюс Грінвуд      | Жером          |
| Олег Відов        | Отто           |
| Мілтон Гонсалвіш  | Флавіо         |
| Ассумпта Серна    | Ханна          |
| Бернардо Яблонскі | Роберто        |

## Виробництво
Фільм знімався в Сальвадорі та Ріо-де-Жанейро, Бразилія. Оригінальна версія фільму Кінга вважалася надто сексуальною для рейтингу R, і MPAA погрожувала випустити його з рейтингом X, обмежуючи його комерційний потенціал. Режисер неохоче видалив частину любовної сцени між Отіс і Рурком, щоб отримати рейтинг R.
Міккі Рурк і Керрі Отіс зустрічалися на момент створення цього фільму, і ходили чутки, що секс-сцени не були фальшивими. Проте в інтерв'ю 2004 року Керрі Отіс спростувала чутки, які припускали, що сумнозвісна сцена останнього сексу була реальною. Через еротичний підтекст фільму Брук Шилдс відмовилася від ролі Емілі, бо знала, що знадобиться нагота. Водночас Віллем Дефо відмовився від ролі Джеймса Віллера.